# Insula Sado
Insula Sado (佐渡島 Sado-ga-shima?) este o insulă în Japonia. Administrativ, toată insula intră în componența municipiului Sado din prefectura Niigata.